# 5179 Такесіма
5179 Такесіма (5179 Takeshima) — астероїд головного поясу, відкритий 1 березня 1989 року.
Тіссеранів параметр щодо Юпітера — 3,575.
Названо на честь Такесіми (яп. たけしま(竹嶋) такесіма).